# Google Art Project
Google Art Project este o platformă online prin care Google permite publicului accesul la imagini de înaltă rezoluție (de ordinul gigapixelilor) ale operelor de artă găzduite de anumite muzee care au acceptat participarea la acest proiect.
Proiectul a fost lansat la 1 februarie 2011 în colaborare cu 17 muzee, printre care: Tate Gallery, Metropolitan Museum of Art și Galeria Uffizi.
Platforma permite realizarea unui tur virtual al galeriilor muzeelor și aceasta cu ajutorul serviciilor Google Street View și Picasa.
Este disponibilă în 18 limbi, incluzând: engleză, franceză, italiană, portugheză, japoneză, poloneză, indoneziană.
La 3 aprilie 2012, Google anunță o extindere majoră a proiectului prin semnarea unui parteneriat cu 151 de muzee din 40 de țări.
În acest moment, la dispoziția publicului se află peste 32.000 de opere de artă din 46 de muzee, achiziția celorlalte imagini aflându-se în desfășurare.

## Instituții și muzee
Mai jos este lista primelor 17 muzee care au participat la proiect.
| Muzeul partener                                       | Opera de artă | Titlu                         | Artist                         | Data          |
| ----------------------------------------------------- | ------------- | ----------------------------- | ------------------------------ | ------------- |
| Alte Nationalgalerie Berlin, Germania                 |               | În seră                       | Édouard Manet                  | 1878–1879     |
| Freer Gallery of Art, Smithsonian Washington, DC, SUA |               | Prințesa din Țara de Porțelan | James McNeill Whistler         | 1863–1865     |
| Frick Collection New York, SUA                        |               | St. Francis în deșert         | Giovanni Bellini               | c. 1480       |
| Gemäldegalerie, Berlin Berlin, Germania               |               | Negustorul Georg Gisze        | Hans Holbein cel Tânăr         | 1497–1562     |
| Museul Kampa Praga, Cehia                             |               | Catedrala                     | František Kupka                | 1912–1913     |
| Metropolitan Museum of Art New York, USA              |               | La seceriș                    | Pieter Bruegel cel Bătrân      | 1565          |
| Muzeul de Artă Modernă New York, USA                  |               | Noapte înstelată              | Vincent van Gogh               | 1889          |
| Museul Reina Sofía Madrid, Spania                     |               | Sticla lui Anís del Mono      | Juan Gris                      | 1914          |
| Muzeul Thyssen-Bornemisza Madrid, Spania              |               | Tânăr cavaler cu peisaj       | Vittore Carpaccio              | 1510          |
| National Gallery Londra, Regatul Unit                 |               | Ambasadorii                   | Hans Holbein cel Tânăr         | 1533          |
| Palatul Versailles Versailles, Franța                 |               | Maria Antoaneta și copiii     | Louise Élisabeth Vigée Le Brun | 1787          |
| Rijksmuseum Amsterdam, Netherlands                    |               | Rondul de noapte              | Rembrandt                      | 1642          |
| Muzeul Ermitaj St. Petersburg, Rusia                  |               | Întoarcerea fiului risipitor  | Rembrandt                      | 1663–1665     |
| Galeria Tretiakov Moscova, Rusia                      |               | Apariția lui Cristos          | Aleksandr Andreevici Ivanov    | 1837–1857     |
| Tate Britain Londra, Regatul Unit                     |               | No Woman No Cry               | Chris Ofili                    | 1998          |
| Galeria Uffizi Florența, Italia                       |               | Nașterea lui Venus            | Sandro Botticelli              | 1483–1485     |
| Muzeul Capitoliului Roma, Italia                      |               | Lupa Capitolina               |                                | 500 BC–480 BC |
| Muzeul Van Gogh Amsterdam, Olanda                     |               | Dormitorul                    | Vincent van Gogh               | 1888          |